# Chacao (cieśnina)
Chacao (hiszp. Canal de Chacao) – cieśnina oddzielająca wyspę Chiloé od kontynentalnej części Chile. Łączy zatokę Ancud z wodami Oceanu Spokojnego. Cieśnina ma ok. 40 km długości i 2,5 km szerokości w najwęższym miejscu.
Nad cieśniną planowana jest budowa mostu wiszącego Puente Bicentenario dla uczczenia 200-lecia niepodległości Chile.